# Marilyn Lima
Marilyn Lima, née le 28 septembre 1995, à Bordeaux (Aquitaine), est une actrice française.
Elle est notamment connue pour le film Bang Gang d’Eva Husson (2016) et pour le rôle de Manon Demissy dans l'adaptation française de la série Skam,.

## Biographie
Marilyn Lima n'a pas suivi de formation de théâtre ou d'actrice. C’est grâce à son blog qu’elle est découverte par Eva Husson, alors que celle-ci fait des castings pour son film Bang Gang, et choisie pour interpréter le personnage de George,,.
Elle poursuit ensuite sa carrière à la télévision avec Entre deux mères (2016) et Des jours meilleurs (2017),.

### Vie privée
Fin 2017, elle est en couple avec Michel Biel, qui joue son petit ami dans Skam France. Ils sont aujourd’hui séparés.

## Filmographie
Sauf indication contraire, les informations mentionnées dans cette section peuvent être confirmées par les bases de données cinématographiques IMDb et Allociné,  présentes dans la section « Liens externes ».

### Cinéma

#### Longs métrages
- 2016 : Bang Gang (une histoire d'amour moderne) de Eva Husson : George
- 2020 : Une sirène à Paris de Mathias Malzieu : Lula
- 2021 : Sentinelle de Julien Leclercq : Tania

#### Courts métrages
- 2017 : Grain de poussière de Léopold Kraus : Louise

### Télévision

#### Séries télévisées
- 2017 : Des jours meilleurs de Frank Bellocq : Charlie (saison 1 & saison 2)
- 2018 - 2020 : Skam : Manon Demissy (34 épisodes, centrale saison 2, principale saisons 1, 3 et 4, invitée saison 6)
- 2021 : J'ai menti de Frédéric Berthe : Pauline Layrac
- 2022 : Le meilleur d'entre nous de Floriane Créspin
- 2022 : Capitaine Marleau (épisode Morte saison) de Josée Dayan : Magali Lenoir
- 2023 : @venir de Frank Bellocq
- 2024 : Bugarach de Fabien Montagner
- 2024 : Brigade anonyme de Julien Seri : Charlie

#### Téléfilms
- 2016 : Entre deux mères de Renaud Bertrand : Alice (Lorie)
- 2019 : Connexion intime de Renaud Bertrand : Luna
- 2023 : Constance aux enfers de Gaël Morel : Kimberley

### Clips musicaux
- 2015 : Bengale
- 2016 : Blade Down de Synapson
- 2019 : We Were Young de Petit Biscuit